# Aname lillianae
Aname lillianae is een spinnensoort uit de familie Anamidae. De wetenschappelijke naam van de soort werd voor het eerst geldig gepubliceerd in 2020 door Harvey en Huey
De soort komt voor in West-Australië.